# Michaeliskirche (Bauernheim)

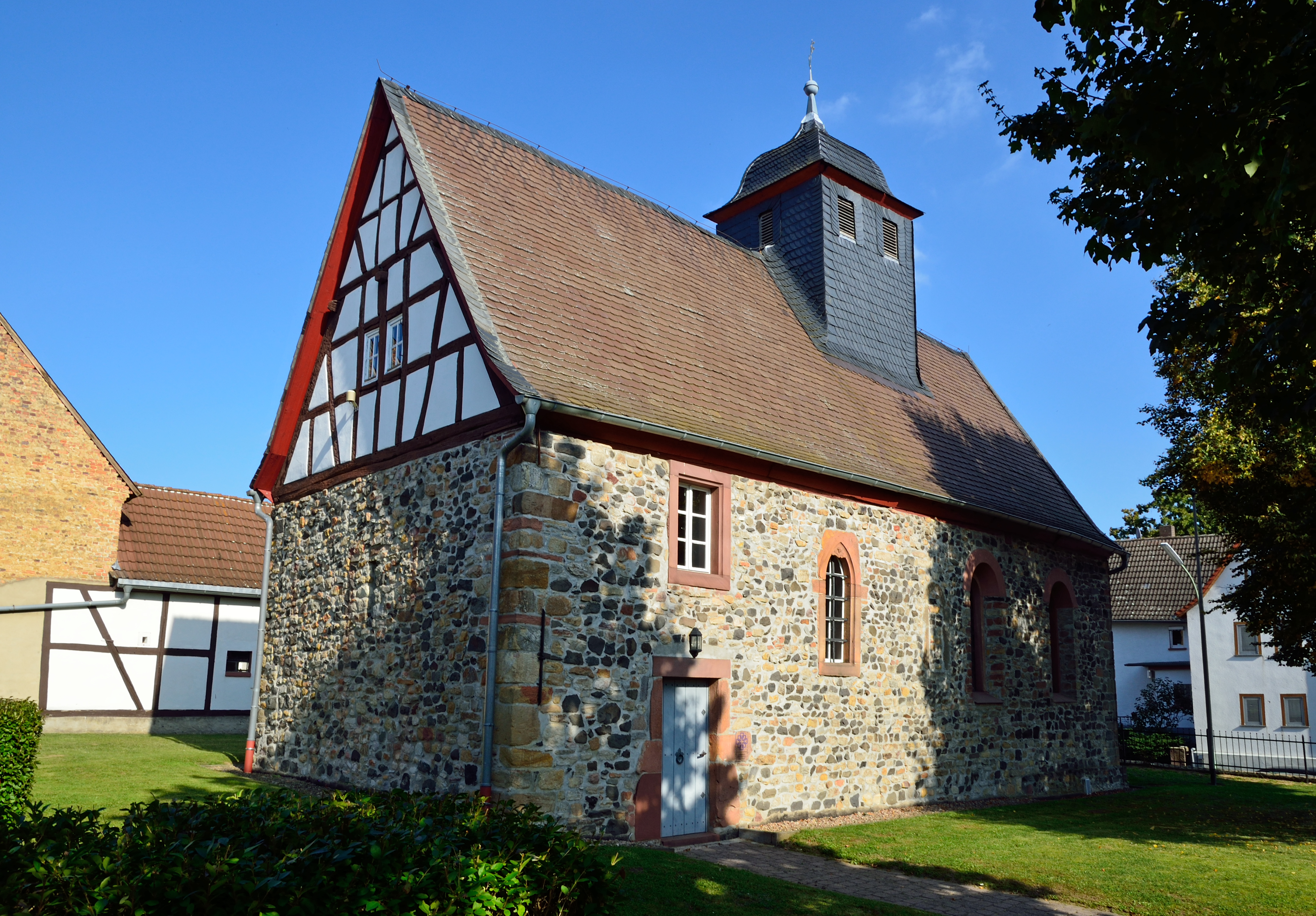
Kirche Bauernheim

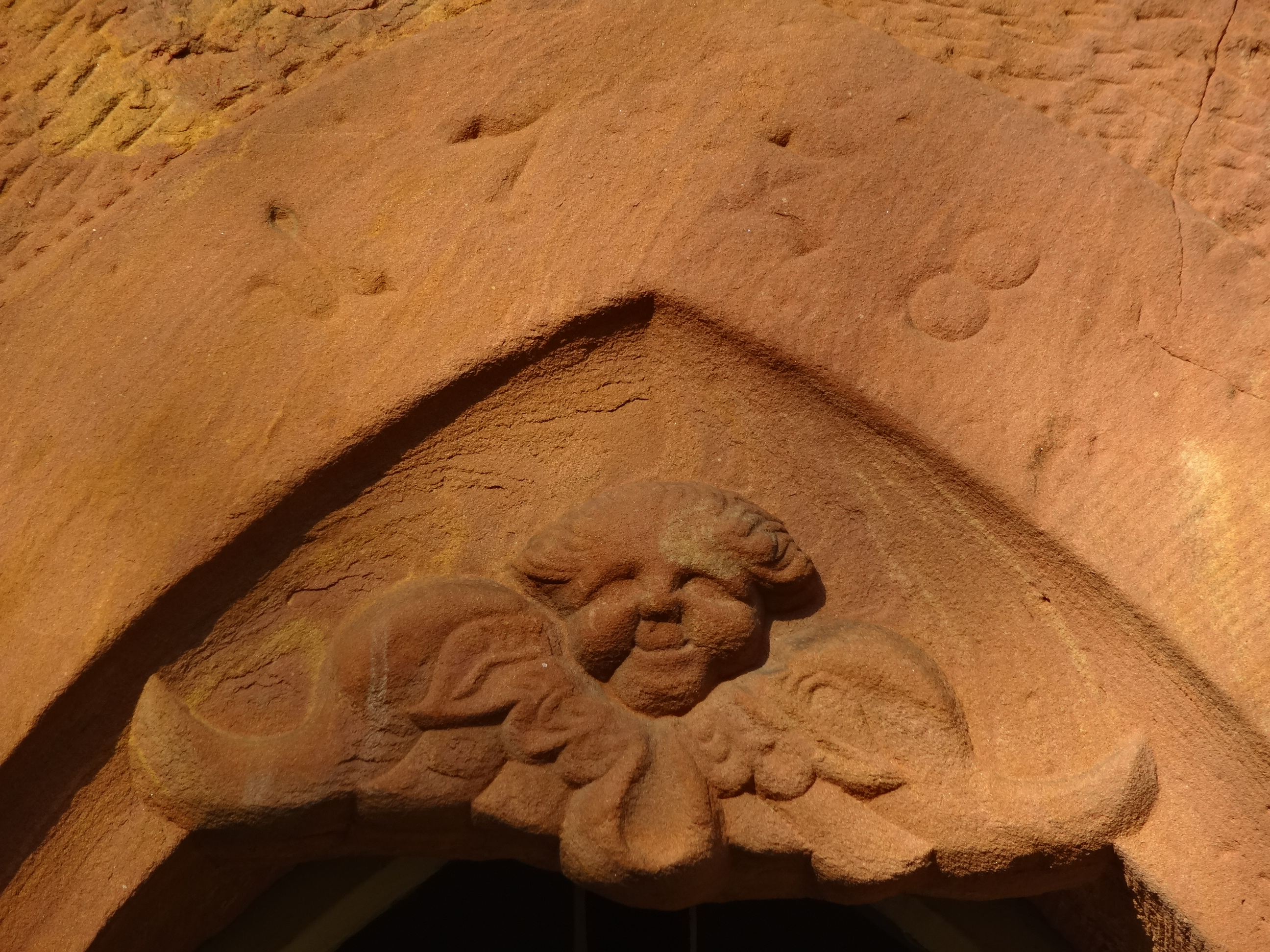
Engelskopf mit Datierung 1728

Die Michaeliskirche ist ein denkmalgeschütztes Kirchengebäude in Bauernheim, einem Stadtteil von Friedberg im Wetteraukreis (Hessen).

## Kirchengeschichte
Eine erste Kirche wurde am 21. Juni 778 von dem Abt Beatus von Honau seinem iroschottischem Kloster Honau geschenkt. Seine Eigenkirche in „Buramhaim“ wird in der „Beatus-Urkunde“ als fünfte Kirche des Beatus aufgezählt: „et quintam, quae est in Buramhaim“. Die vierte der insgesamt acht Kirchen des Beatus lag im benachbarten Sterrenbach. Er berichtet, dass er zumindest die Kirche in  der Stadt „Moguntia civitate“ selbst errichtet habe. Alle diese Kirchen erwarb er vor seinem Abbatiat, gründete oder baute er während seiner Zeit als Wanderprediger deutlich vor 770/773. Da die meisten in nördlichen Wetterau lagen, war dies wohl auch sein Missionsgebiet. Es reichte bis in den Vogelsberg nach „Buchonia“. Die Schenkung der Eigenkirchen an das Kloster Honau sollte eine Entfremdung verhindern, was aber misslang. Zur Zeit von Karl dem Dicken, im Jahre 882, waren bis auf die Kirchen in Bauernheim und Mainz alle anderen dem Kloster Honau wieder verloren gegangen.
Von der Honauer Zeit blieb das Patrozinium. Auch das Kloster in Honau war dem Erzengel Michael geweiht.
Die heutige Kirche ist ein kleiner rechteckiger Bau. Er wurde 1493 errichtet und 1728 verändert. Der gotische Chor wurde 1847 abgebrochen und auf den alten Fundamenten neu gebaut. Die Kirche ist mit einer flachen Holztonnendecke ausgestattet. Die Brüstungen an den Emporen sind bemalt.

### Glocken
Die Glocken mit den Schlagtönen e2 und fis2 stammen von den Gebr. Rincker (1950 in Sinn) und Johann Wagner (1669 in Frankfurt), wobei die größere und neuere Glocke Ersatz für eine 1729 von J. und A. Schneidewind gegossene ist. Zudem gab es noch eine dritte, kleinste Glocke von Ph. Bach & Söhne, 1862 in Windecken gegossen. Beide wurden in den Weltkriegen eingezogen.